# Contea di New Castle
La contea di New Castle (in inglese New Castle County) è una contea del Delaware settentrionale, negli Stati Uniti. Il capoluogo è Wilmington ed è la contea più piccola del Delaware.

## Geografia fisica
La contea confina a nord con le contee di Delaware e di Chester della Pennsylvania, ad est è bagnata dal fiume Delaware che segna il confine con le contee di Gloucester e di Salem del New Jersey, a sud confina con la contea di Kent ed a ovest con le contee di Kent e di Cecil del Maryland.
Il territorio è pianeggiante ed in larga parte è costituito dalla parte nord-orientale della penisola di Delmarva. La maggior parte della contea è drenata da fiumi che defluiscono nel Delaware. Nell'area settentrionale scorre il fiume Christina che poco prima della foce nel Delaware riceve il Brandywine Creek. Altri affluenti del Delaware sono l'Appoquinimink e lo Smyrna, che segna buona parte del confine meridionale.
Nell'area centrale è situato il canale Chesapeake & Delaware che separa la penisola di Delmarva dal continente, permettendo la navigazione tra la baia di Chesapeake ed il fiume Delaware. Il punto più alto del Delaware è Ebright Azimuth.
Nel nord-est è situata la città di Wilmington, centro industriale e maggiore città della contea. Le altre città più importanti sono Delaware City, New Castle e Newark.

### Contee confinanti
- Contea di Delaware (Pennsylvania) - nord-ovest
- Contea di Gloucester (New Jersey) - nord-est
- Contea di Salem (New Jersey) - est
- Contea di Kent - sud
- Contea di Kent (Maryland) - sud-ovest
- Contea di Cecil (Maryland) - ovest
- Contea di Chester (Pennsylvania) - nord-ovest

## Storia
L'area era abitata dai nativi Lenape fino all'arrivo dei coloni europei. La contea fu creata nel 1673 e deve il suo nome a Newcastle in Inghilterra.

## Comuni

### Cities
- Delaware City
- New Castle
- Newark
- Wilmington

### Towns
- Bellefonte
- Clayton
- Elsmere
- Middletown
- Newport
- Odessa
- Smyrna
- Townsend

### Villages
- Arden
- Ardencroft
- Ardentown